# Dasyceps
Dasyceps è un genere di anfibi temnospondili estinti, appartenente agli zatracheidi. Visse nel Permiano inferiore (circa 298 - 275 milioni di anni fa) e i suoi resti fossili sono stati ritrovati in Europa e in Nordamerica.

## Descrizione
Questo animale era un anfibio terrestre di medie dimensioni: il solo cranio era lungo circa 30 centimetri, e l'animale intero allo stadio adulto poteva superare il metro di lunghezza. Dasyceps era dotato di un cranio pressoché triangolare se visto dall'alto, con gli angoli posteriori molto sviluppati e diretti all'indietro. Erano presenti profonde incisure otiche (strutture enigmatiche tipiche dei temnospondili, che forse ospitavano una membrana timpanica) e delle spine epiotiche posteriori, forse usate per difesa. Le orbite erano piccole e poste nel terzo posteriore del cranio. Anche le aperture nasali erano molto piccole, ed erano posizionate molto anteriormente. Tra di esse, in posizione ancora più avanzata, era presente una grande apertura mediana di forma più o meno ovale, dalla funzione sconosciuta, larga 4 centimetri e lunga 8. La fossa parietale era posta fra le orbite ed era piuttosto grande (circa un centimetro). 

## Classificazione
I primi fossili di questo animale furono ritrovati nella zona di Kenilworth, in Inghilterra, e vennero inizialmente descritti come Labyrinthodon bucklandi nel 1850 da Lloyd. Nove anni dopo, Thomas Henry Huxley attribuì a questo fossile (un cranio ben conservato) un nuovo nome generico, Dasyceps. Oltre alla specie tipo Dasyceps bucklandi, tipica dell'Asseliano dell'Inghilterra, a questo genere è stata attribuita anche la specie Dasyceps microphthalmus, inizialmente descritta da Edward Drinker Cope nel 1869 come una specie dell'affine Zatrachys e proveniente dalla formazione Arroyo (Kunguriano) del Texas. Altri fossili attribuiti a Dasyceps provengono dal Permiano basale della Repubblica Ceca (Milner et al., 2007). 
Dasyceps è un rappresentante degli zatracheidi, un gruppo di anfibi temnospondili dalle abitudini terrestri e dalla morfologia cranica peculiare. Affine a questo genere era Acanthostomatops della Germania, mentre dagli Stati Uniti provengono i resti del genere eponimo Zatrachys. 

## Paleoecologia
Dasyceps doveva essere un animale terrestre, probabilmente un predatore di altri piccoli anfibi. La specie D. bucklandi è stata rinvenuta in sedimenti che hanno restituito anche i fossili di altri tetrapodi terrestri, due eupelicosauri (Hypselohaptodus e Sphenacodon), mentre D. microphthalmus proviene da una formazione rocciosa particolarmente ricca di fossili di tetrapodi di varia natura (captorinidi, eriopidi, dissorofidi, trematopidi, nectridei, microsauri, sfenacodonti, ofiacodonti, edafosauri, seymouriamorfi).